# Somvetra
Somvetra Gherla este o companie producătoare de sticlă din România.
A fost înființată în 1975 și este specializată pe sticlăria de menaj lucrată manual, peste 90% din producția fabricii fiind destinată exportului, în special în Germania, Japonia, SUA, Canada, Elveția și Franța.
În industria sticlăriei din România, Somvetra Gherla a ocupat ani la rând poziția de top, fiind, de altfel, și cea mai modernă fabrică de acest gen din țară.
Produsele din sticlărie realizate manual la Gherla erau destinate aproape exclusiv exportului pe piețele vestice.
În 1996, licitația pentru vânzarea a 40% din acțiunile Somvetra a fost câștigată, contra sumei de 10 miliarde de lei, de Vasile Anton, reprezentantul omului de afaceri Corneliu Petreanu.
Pentru că noul proprietar nu și-a plătit datoriile, compania a reintrat în proprietatea AVAS.
În anul 2004, societatea a fost scoasă din nou la vânzare, fiind preluată de firma Feromat.
În anul 2003, compania avea o cifră de afaceri de 4,6 milioane dolari și 1.000 de angajați.